# Lepanthes yuvilensis
Lepanthes yuvilensis là một loài thực vật có hoa trong họ Lan. Loài này được Catling mô tả khoa học đầu tiên năm 1990.